# In a Little While (album)
In a Little While – album Kapitana Nemo, wydany w roku 1989, nakładem wydawnictwa Polskie Nagrania Muza. In a Little While jest anglojęzyczną wersją albumu Jeszcze tylko chwila.
Realizacja nagrań – Rafał Paczkowski i Jerzy Płotnicki. Muzykę do wszystkich utworów napisał Bogdan Gajkowski. Wszystkie teksty napisali Jerzy Siemasz i Bogdan Gajkowski. Projekt graficzny – Alek Januszewski.

## Lista utworów
strona A
1. „Deception”
2. „Like a Moth Enchanted”
3. „Where Are You”
4. „In a Little While”
5. „Please Come In”

strona B
1. „Give Me All Your Love”
2. „Nothing Is Changing”
3. „A Letter to Sarah”
4. „Paris and You”

## Skład
- Bogdan Gajkowski – śpiew, gitara, instrumenty klawiszowe
- Krzysztof Ścierański – gitara basowa
- Jacek Bojanowski – instrumenty klawiszowe
- Piotr Przybył – gitara
- Adam Kolarz – perkusja
- Krzysztof Michalik – instrumenty klawiszowe
- Jerzy Grabowski – instrumenty klawiszowe
- Jarosław Kędziora – saksofon tenorowy
- Robert Jakubiec – trąbka